# Thiembronne
Thiembronne (ndl.: Teenbronne) ist eine französische Gemeinde mit 824 Einwohnern (Stand: 1. Januar 2022) im Département Pas-de-Calais in der Region Hauts-de-France. Sie gehört zum Arrondissement Saint-Omer und zum Kanton Fruges. Die Einwohner werden Thiembronnais genannt.

## Geographie
Thiembronne liegt etwa 20 Kilometer südwestlich von Saint-Omer. Umgeben wird Thiembronne von den Nachbargemeinden Vaudringhem im Norden, Wismes im Nordosten, Merck-Saint-Liévin im Osten, Fauquembergues im Südosten, Renty im Süden, Rumilly und Aix-en-Ergny im Südwesten sowie Campagne-lès-Boulonnais im Westen.

## Einwohnerentwicklung
| 1962                       | 1968 | 1975 | 1982 | 1990 | 1999 | 2006 | 2013 | 2020 |
| -------------------------- | ---- | ---- | ---- | ---- | ---- | ---- | ---- | ---- |
| 727                        | 694  | 645  | 621  | 597  | 621  | 679  | 838  | 835  |
| Quellen: Cassini und INSEE |      |      |      |      |      |      |      |      |

## Sehenswürdigkeiten
- Kirche Saint-Pierre-ès-Liens
- Schloss aus dem 19. Jahrhundert
- Reste der 1595 zerstörten mittelalterlichen Burg

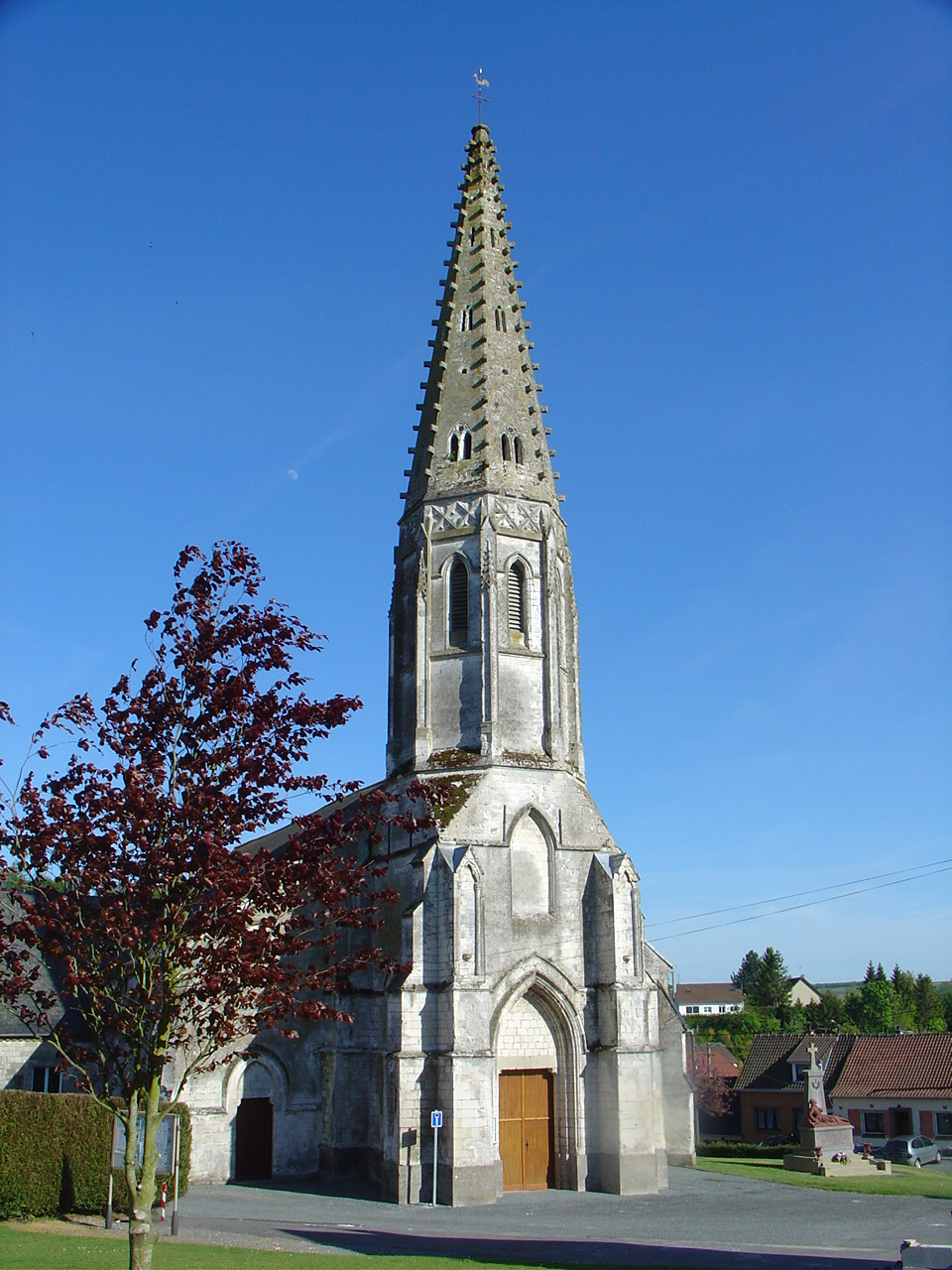
Kirche Saint-Pierre-ès-Liens